# Wadena County
Das Wadena County ist ein County im US-amerikanischen Bundesstaat Minnesota. Im Jahr 2020 hatte das County 14.065 Einwohner und eine Bevölkerungsdichte von 10,2 Einwohnern pro Quadratkilometer. Der Verwaltungssitz (County Seat) ist Wadena.

## Geografie
Das County liegt etwas nordwestlich des geografischen Zentrums von Minnesota. Es hat eine Fläche von 1406 Quadratkilometern, wovon 21 Quadratkilometer Wasserfläche sind.
Der größte Fluss ist der Crow Wing River, der den Westen des Countys von Nord nach Süd durchfließt und weiter östlich von rechts in den oberen Mississippi mündet. Im Südwesten des Countys mündet der Leaf River von rechts in den Crow Wing River. Der Norden des Countys wird von West nach Ost vom Shell River, bis er ebenfalls in den Crow Wing River mündet.
An das Wadena County grenzen folgende Nachbarcountys:
| Becker County     | Hubbard County |             |
|                   |                | Cass County |
| Otter Tail County | Todd County    |             |

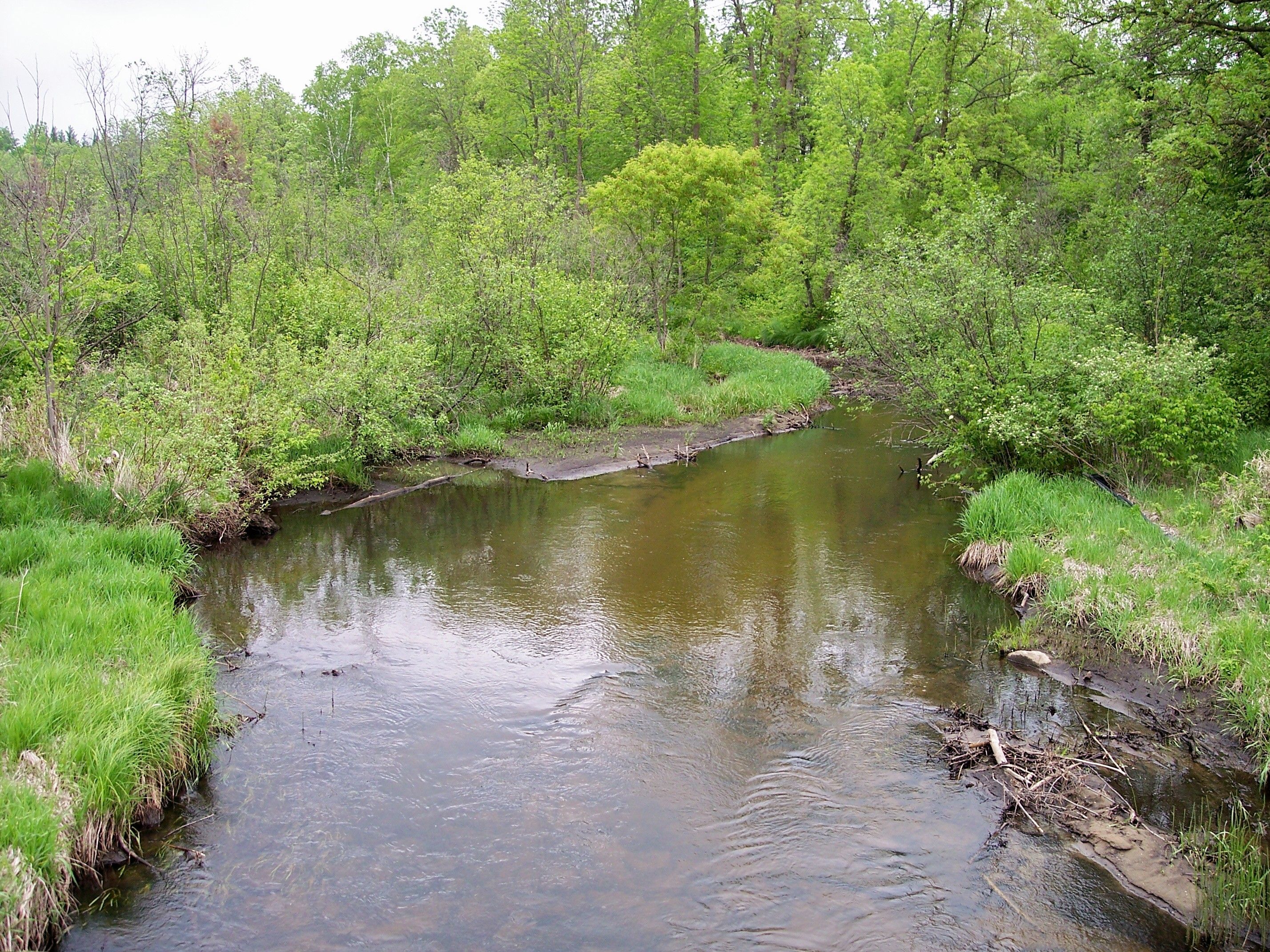
Der Blueberry River
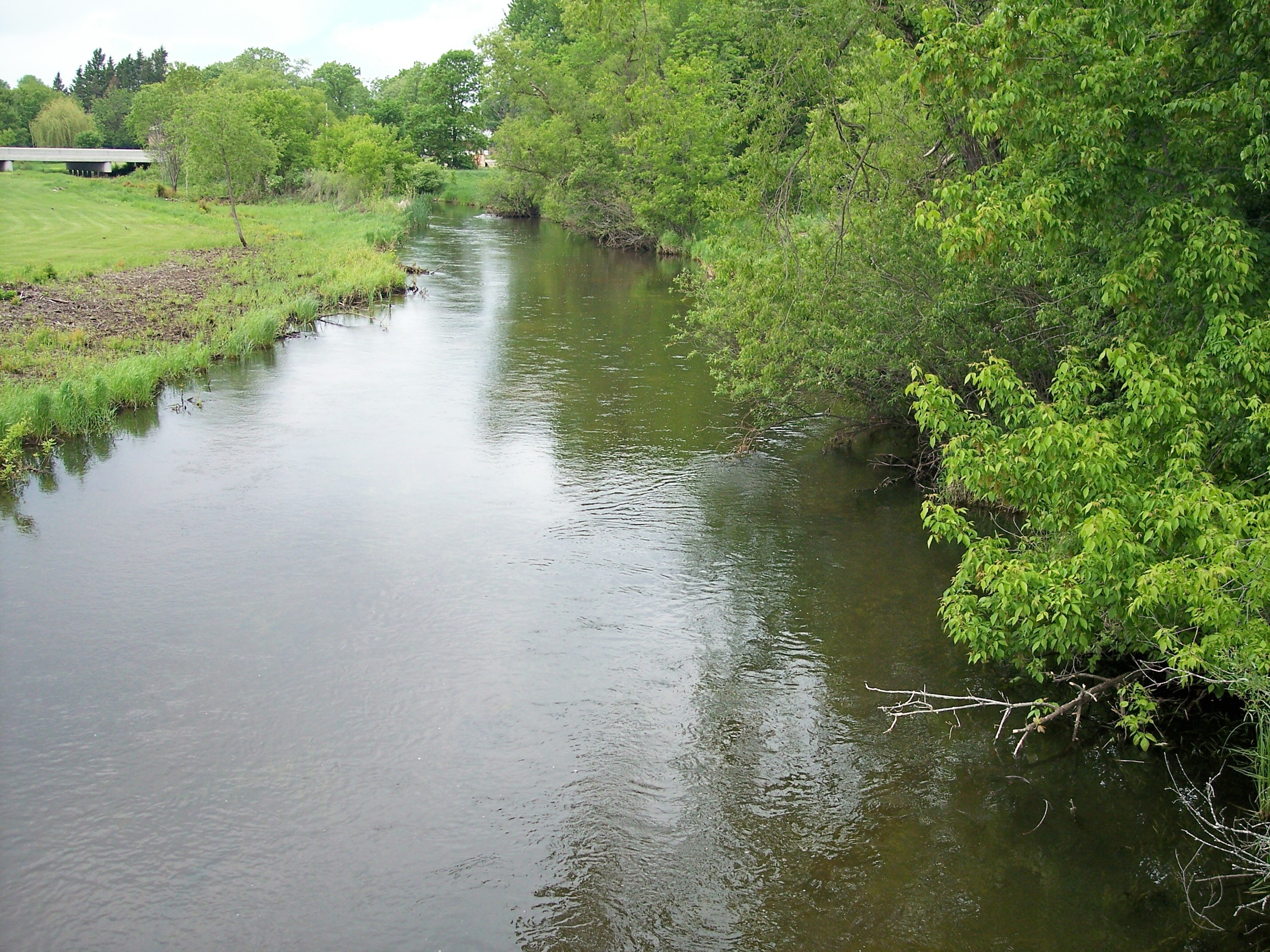
Der Redeye River
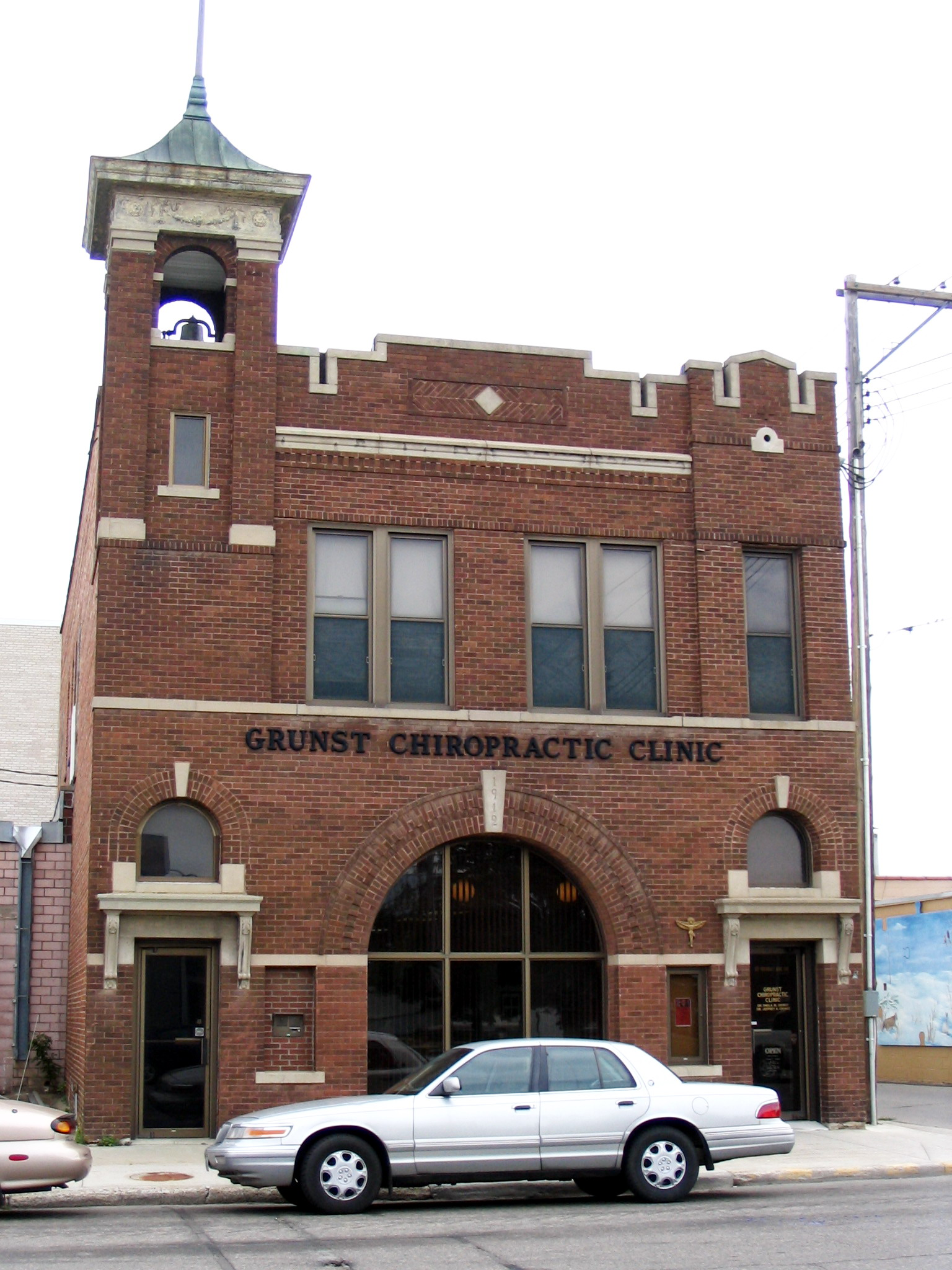
Wadena Fire and City Hall, gelistet im NRHP

## Geschichte
Das Wadena County wurde am 11. Juni 1858 aus Teilen des Cass County und des Todd County gebildet. Benannt wurde es nach dem Wadena Handelsposten, der innerhalb des Countys am Crow Wing-to-Pembina Trail erbaut wurde.

## Demografische Daten
Nach der Volkszählung im Jahr 2010 lebten im Wadena County 13.843 Menschen in 5968 Haushalten. Die Bevölkerungsdichte betrug 10 Einwohner pro Quadratkilometer. In den 5968 Haushalten lebten statistisch je 2,26 Personen.
Ethnisch betrachtet setzte sich die Bevölkerung zusammen aus 96,7 Prozent Weißen, 0,9 Prozent Afroamerikanern, 0,6 Prozent amerikanischen Ureinwohnern, 0,3 Prozent Asiaten sowie aus anderen ethnischen Gruppen; 1,5 Prozent stammten von zwei oder mehr Ethnien ab. Unabhängig von der ethnischen Zugehörigkeit waren 1,3 Prozent der Bevölkerung spanischer oder lateinamerikanischer Abstammung.
23,7 Prozent der Bevölkerung waren unter 18 Jahre alt, 54,8 Prozent waren zwischen 18 und 64 und 21,5 Prozent waren 65 Jahre oder älter. 50,7 Prozent der Bevölkerung war weiblich.

Das jährliche Durchschnittseinkommen eines Haushalts lag bei 35.307 USD. Das Pro-Kopf-Einkommen betrug 19.812 USD. 18,0 Prozent der Einwohner lebten unterhalb der Armutsgrenze.

## Ortschaften im Wadena County
Citys
| - Aldrich - Menahga - Nimrod - Sebeka | - Staples1 - Verndale - Wadena2 |

Unincorporated Communities
- Bluegrass
- Oylen
- Huntersville

1 – teilweise im Todd County

2 – teilweise im Otter Tail County

## Gliederung
Das Wadena County ist neben den sieben Citys in 15 Townships eingeteilt:
| Township               | Einwohner (2010) | FIPS     |
| ---------------------- | ---------------- | -------- |
| Aldrich Township       | 430              | 27-00910 |
| Blueberry Township     | 721              | 27-06670 |
| Bullard Township       | 219              | 27-08542 |
| Huntersville Township  | 119              | 27-30536 |
| Leaf River Township    | 531              | 27-36026 |
| Lyons Township         | 192              | 27-38852 |
| Meadow Township        | 217              | 27-41336 |
| North Germany Township | 313              | 27-46978 |

| Township             | Einwohner (2010) | FIPS     |
| -------------------- | ---------------- | -------- |
| Orton Township       | 204              | 27-48688 |
| Red Eye Township     | 490              | 27-53422 |
| Rockwood Township    | 390              | 27-55150 |
| Shell River Township | 233              | 27-59530 |
| Thomastown Township  | 819              | 27-64624 |
| Wadena Township      | 868              | 27-67522 |
| Wing River Township  | 468              | 27-70906 |